# Gesamtdeutsches Institut
Das Gesamtdeutsche Institut – Bundesanstalt für gesamtdeutsche Aufgaben (BfgA) war eine bundesunmittelbare Anstalt des öffentlichen Rechts mit Sitz in Bonn und einer Außenstelle in West-Berlin. Es wurde am 1. Juli 1969 durch die  deutsche Bundesregierung gegründet und unterstand der Aufsicht des Bundesministeriums für gesamtdeutsche Fragen (BMG), ab Oktober 1969 für innerdeutsche Beziehungen (BMB).

## Geschichte
Vorläufer des BfgA waren mehrere privatrechtliche Organisationen, die schon seit den 1950er Jahren für das BMG gearbeitet hatten und auch maßgeblich von diesem finanziert worden waren, darunter der Untersuchungsausschuss Freiheitlicher Juristen (UFJ), der „Verein zur Förderung der Wiedervereinigung Deutschlands“ (VFWD) und das frühere „Amt für gesamtdeutsche Studentenfragen“ des Verbands Deutscher Studentenschaften (VDS) in Berlin. Personal und Archive dieser Vorläuferorganisationen wurden weitgehend vom BfgA übernommen.
Ihrem gesetzlichen Auftrag nach sollte die BfgA, neben der Sammlung und wissenschaftlichen Auswertung von Informationsmaterial für das Bundesministerium für gesamtdeutsche Aufgaben, durch Informationsvermittlung zur Festigung und Verbreitung des gesamtdeutschen Gedankens beitragen, sowie Hilfs- und Betreuungsmaßnahmen fördern. Die Arbeit des Gesamtdeutschen Instituts umfasste Archiv- und Forschungstätigkeiten sowie den Bereich der politischen Bildung. Die Ergebnisse der Arbeit speisten sich aus öffentlich zugänglichen Quellen.
Einer der Schwerpunkte der BfgA waren Vortragsveranstaltungen für Schulklassen, die Berlin und die DDR besuchten. Mitarbeiter des Instituts gaben Standardwerke der DDR-Forschung heraus, darunter die Monografien „DDR-Handbuch“ sowie „Namen und Daten wichtiger Personen der DDR“.
Das Gesamtdeutsche Institut und seine Vorläufer beauftragten das Bundespresseamt mit der Aufzeichnung der Hörfunk- und Fernsehprogramme der DDR. Die Sendungen des DDR-Fernsehens wurden seit den 1960er Jahren mit einer elektronischen Kamera vom Bildschirm abgefilmt und ab den 1980er Jahren überwiegend mit U-Matic-Videorecordern aufgezeichnet. Das Institut archivierte die auf Tausenden von Video-Kassetten vorliegenden Mitschnitte und wertete sie inhaltlich aus.
Das Institut war Ziel umfangreicher Aufklärungsarbeit des Ministeriums für Staatssicherheit der DDR, das in der BfgA eine „Agenten- und Diversionszentrale“ sah. Westliche Geheimdienste nutzten regelmäßig das dort gesammelte Wissen.
Präsidenten des BfgA waren Ludwig A. Rehlinger (CDU, 1969–1972) und Detlef Kühn (FDP, 1972–1991).
Nach der Deutschen Wiedervereinigung wurde das Gesamtdeutsche Institut am 31. Dezember 1991 aufgelöst.
Die ehemalige Bibliothek des Gesamtdeutschen Instituts (Bibliothek zur Geschichte der DDR) gehört seit dem 1. Januar 1994 zum Haus der Geschichte der Bundesrepublik Deutschland und ist in das Informationszentrum integriert. Mit einem über 50 Jahre laufend ergänzten Bestand von mehr als 180.000 Bänden ist sie eine der führenden Sammlungen zur Geschichte der DDR und der innerdeutschen Beziehungen.